# Эванс, Джош (1972)
Майджошки Антвон Эванс (англ. Mijoshki Antwon Evans; 6 сентября 1972, Лангдейл, Алабама — 4 февраля 2021, Фейетвилл, Джорджия) — профессиональный американский футболист, тэкл защиты. Выступал в НФЛ с 1995 по 2004 год. В составе «Теннесси Тайтенс» играл в Супербоуле XXXIV. На студенческом уровне играл за команду Алабамского университета в Бирмингеме, член его Зала спортивной славы.

## Биография
Джош Эванс родился 6 сентября 1972 года в Лангдейле в Алабаме. Он окончил старшую школу в городе Ланетт, затем поступил в Алабамский университет в Бирмингеме. В NCAA выступал с 1991 по 1994 год, сделав за это время 274 захвата и 20 сэков. На драфте НФЛ 1995 года выбран не был и в статусе свободного агента подписал контракт с клубом «Хьюстон Ойлерз», став первым представителем университета в НФЛ. Летом 2020 года был включён Зал спортивной славы университета.
Карьеру начал в «Ойлерз», позднее переехавших в Теннесси и сменивших название на «Тайтенс». Суммарно в составе команды провёл семь лет, в сезоне 2000 года на поле не выходил из-за дисквалификации за нарушение политики лиги в отношении запрещённых веществ. В 1999 году был одним из основных игроков защиты «Тайтенс», вышедших в Супербоул XXXIV. С 2002 по 2004 год играл за «Нью-Йорк Джетс». Суммарно за девять лет в лиге сыграл в 94 матчах регулярного чемпионата, сделав 21,5 сэк. Трижды дисквалифицировался после положительных тестов на запрещённые вещества.
В январе 2019 года Эвансу диагностировали рак — опухоли были обнаружены в почках, желчном пузыре и поджелудочной железе. Позднее болезнь распространилась в печень и затронула позвоночник. Он скончался 4 февраля 2021 года в возрасте 48 лет.